# Баймурат (Казахстан)
Баймура́т (каз. Баймұрат) — село у складі Кизилорджинської міської адміністрації Кизилординської області Казахстану. Адміністративний центр Акжарминського сільського округу.
Населення — 1473 особи (2021; 1345 у 2009, 1121 у 1999, 1080 у 1989).
До 2017 року село називалось Акжарма.